# Angela Sibylla z Galle
Angela Anna Sibylla z Galle, rozená ze Žerotína (někdy též Anděla Sibylla, Angelika Sibylla či Angelia Sibylla; po roce 1620 – 1695, Velké Losiny) byla moravská šlechtična z rodu Žerotínů. Za její vlády nad velkolosinským panstvím byly rozpoutány nechvalně známé čarodějnické procesy.

## Život
Angela Sibylla přišla na svět do rodiny Přemyslava II. ze Žerotína, pána na Velkých Losinách, a jeho manželky Anny Sidonie Šlikové. O jejím dětství a mládí není mnoho informací. Roku 1667 zemřel její první manžel hrabě Václav Michna z Vacínova. Po jeho smrti se Angela provdala za původem irského hraběte Waltera Galla z Burke, jehož rodové jméno přijala za své. Je možné, že na konci života byla provdána potřetí za, zatím blíže neznámého, příslušníka rodu Hrzánů z Harasova. Z žádného z jejích manželství nevzešel žádný potomek.
Roku 1673 skonal ve Velkých Losinách Angelin bratr Přemyslav III. ze Žerotína. Angela Sibylla tak byla jmenována poručnicí za jeho dva nezletilé syny, Maxmiliána Františka a Jana Jáchyma. Byla horlivou katoličkou a ke katolické víře vedla i své dva synovce.[zdroj?]
Angella Sibylla zemřela roku 1695 ve Velkých Losinách.

## Čarodějnické procesy
Čarodějnické procesy, které Velké Losiny tak nechvalně proslavily, vypukly v roce 1678. Tehdy pověrčivá Angela Sibylla, jakožto regentka panství, do Losin povolala právníka Jindřicha Bobliga z Edelstadtu, který měl vést proces s několika ženami obviněnými z čarodějnictví (jedna z těchto žen chtěla údajně podat proměněnou hostii krávě).
Hraběnka z Galle mu přidělila byt a denní stravu pro něj a pro sluhu, vyplácela mu denní honorář 1 a půl tolaru, později 3 tolary a také tzv. čekací a stravné při komisionálních cestách. Boblig za to v Losinách zřídil inkviziční soud, který zasedal až do roku 1696, a nakonec poslal na smrt více než 100 odsouzených (mezi nimi byl i katolický šumperský děkan Kryštof Alois Lautner).
Bobligův tribunál byl zastaven plnoletým hrabětem Janem Jáchymem ze Žerotína za pomoci císaře Leopolda I. rok po smrti hraběnky z Galle.

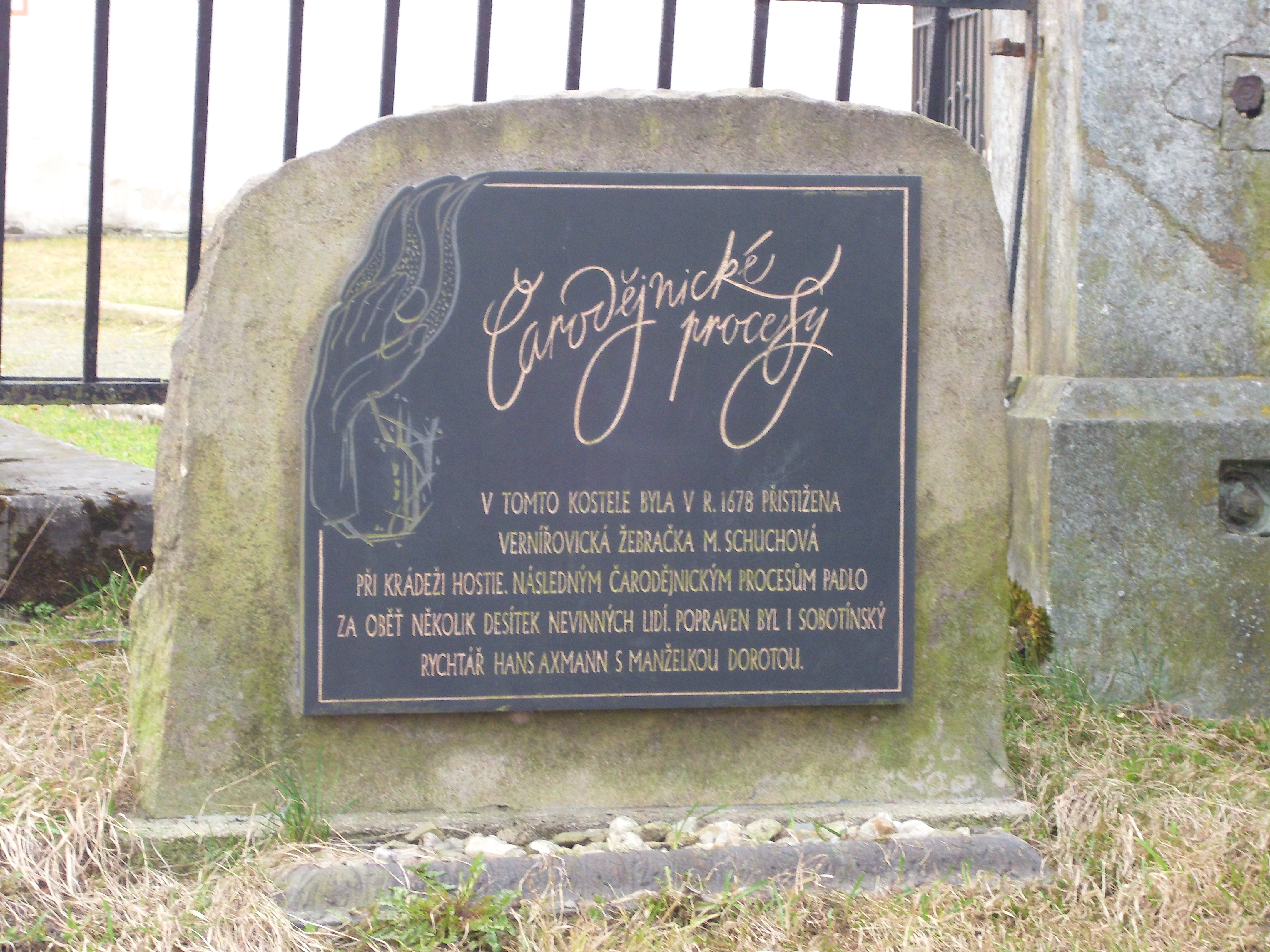
Pamětná deska u kostela sv. Vavřince v Sobotíně připomíná oběti čarodějnických procesů

## Film
Ve filmovém snímku režiséra Otakara Vávry Kladivo na čarodějnice, který popisuje čarodějnické procesy na Šumpersku, její postavu ztvárnila herečka Blanka Waleská.